# Élection présidentielle algérienne de 2004
L'élection présidentielle algérienne de 2004 s'est déroulé le 8 avril.

## Système électoral
Le président de la République est élu au suffrage universel direct, pour un mandat de cinq ans au scrutin uninominal majoritaire à deux tours. Il est rééligible une seule fois.

## Résultats
| Candidats                                                   | Résultat en % | Nombre de voix |
| ----------------------------------------------------------- | ------------- | -------------- |
| Abdelaziz Bouteflika (sans étiquette)                       | 84,99 %       | 8 651 723      |
| Ali Benflis (Front de libération nationale)                 | 6,42 %        | 653 951        |
| Abdallah Djaballah (Mouvement pour la réforme nationale)    | 5 %           | 511 526        |
| Saïd Saadi (Rassemblement pour la culture et la démocratie) | 1,9 %         | 197 111        |
| Louisa Hanoune (Parti des travailleurs)                     | 1 %           | 101 630        |
| Ali Fawzi Rebaine (Ahd 54)                                  | 0,6 %         | 63 761         |
| Total des votes exprimés                                    |               | 10 179 702     |